# Titanatemnus tanensis
Titanatemnus tanensis är en spindeldjursart som beskrevs av Volker Mahnert 1983. Titanatemnus tanensis ingår i släktet Titanatemnus och familjen Atemnidae. Inga underarter finns listade i Catalogue of Life.